# Ambert (gemeente)
Ambert is een gemeente in het Franse departement Puy-de-Dôme in het regio Auvergne-Rhône-Alpes en telde op 1 januari 2022 6.556 inwoners, die Ambertois worden genoemd. De plaats maakt deel uit van het arrondissement Ambert.

## Geschiedenis
De plaats dankt zijn naam volgens sommigen aan een middeleeuwse persoon Ambertus. Anderen geloven, dat hij ouder is en teruggaat op de Gallische woorden « ambe » ( rivier) en « ritus » (voorde), derhalve : voorde in de rivier (de Dore). Tot in de middeleeuwen was er alleen sprake van wat verspreid liggende boerderijen. Geleidelijk aan ontstonden er drie wijken: de herenbuurt, de marktbuurt en de kerk- en kloosterbuurt. Dit geheel werd op een gegeven moment ommuurd. Van voor de 15e eeuw zijn hierover nauwelijks gegevens bewaard gebleven. De ommuring is, voor zover ze bij de inname door hugenootse troepen in 1574 gespaard bleef, in de 19e eeuw gesloopt.
Al sinds de 15e eeuw was er in Ambert en omgeving papierfabricage met watermolens. Er is ter plaatse voor die industrie zeer geschikt kalkvrij water beschikbaar. Na de uitvinding van de boekdrukkunst ontstond er grote vraag naar papier, onder andere vanuit Parijs en Lyon, waar veel drukkerijen waren ontstaan. Dit deed Ambert sterk groeien. In de tijd van de Hugenotenoorlogen werd het katholiek gebleven Ambert in 1574 veroverd, verwoest en deels uitgemoord door hugenoten geleid door de beruchte Matthieu Merle. Katholieke troepen heroverden het dorp korte tijd later weer. De papierfabricage in Ambert herstelde zich snel. In de 18e eeuw werd de eerste editie van Diderots bekende Encyclopédie op papier uit Ambert gedrukt. Toen in de 19e eeuw machinale papierfabrieken de ambachtelijke papiermolens van Ambert uit de markt concurreerden liepen de activiteiten sterk terug.

## Geografie
De oppervlakte van Ambert (gemeente) bedraagt 60,48 vierkante kilometer; Op 1 januari 2022 was de bevolkingsdichtheid 108,4 inwoners per km². Ambert ligt aan de rivier de Dore. Ten oosten ervan ligt de bergketen Monts du Forez, ten westen ervan ligt het gebied Livradois, dat uit een bergketen en een vlakker gebied bestaat.

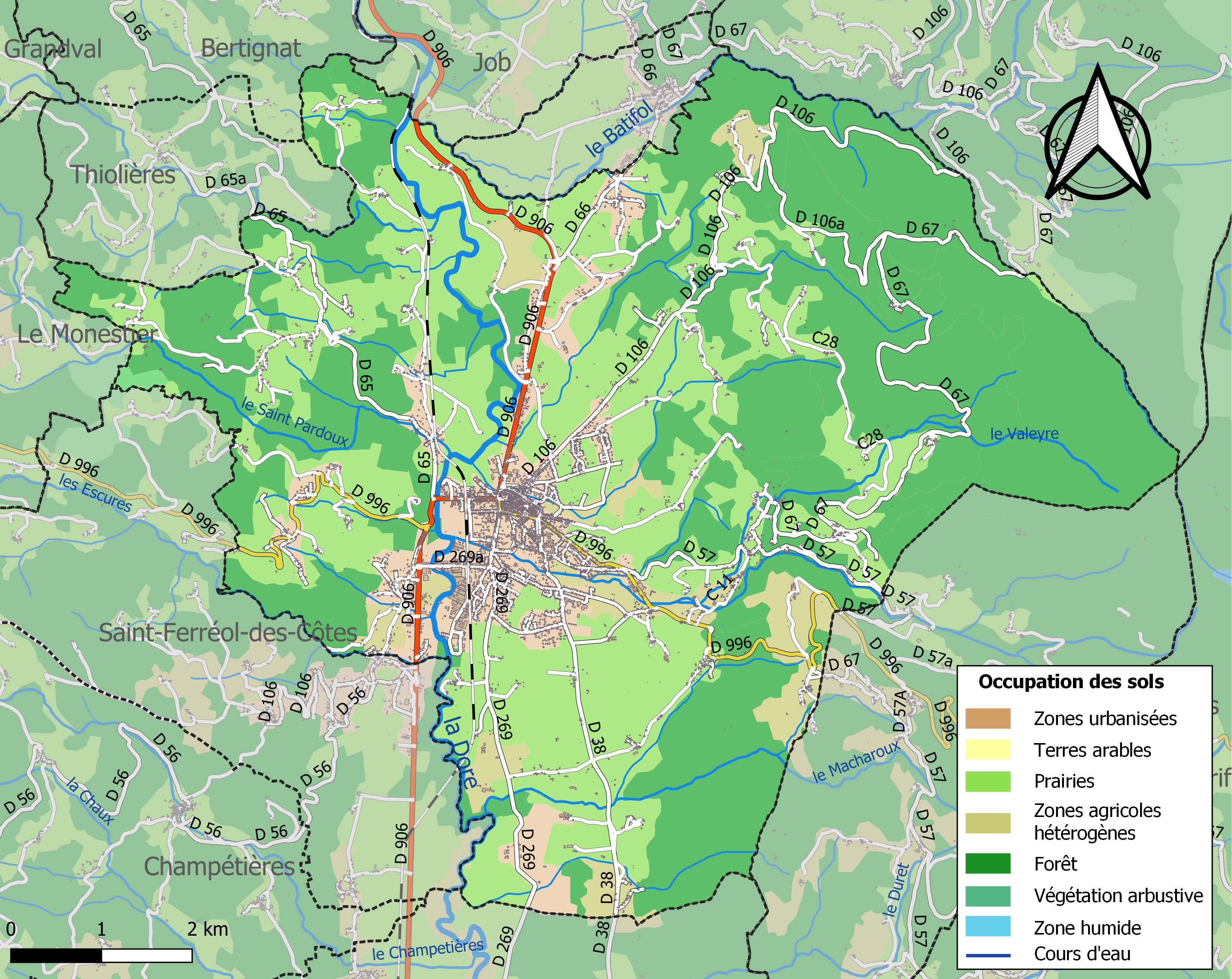
Kaart van de gemeente met belangrijkste infrastructuur, bodemgebruik en omliggende gemeenten

## Economie
In het dorp is een fabriek die ommantelingen voor allerlei soorten kabels produceert. Op het plaatselijke bedrijventerrein, ten westen van het centrum, zijn verder midden- en kleinbedrijven gevestigd. Ook het toerisme is een economische factor van betekenis.

### Kaas
De kaasmakerij is van belang. De Fourme d'Ambert is een blauwdooraderde schimmelkaas waar de streek beroemd om is. Ze is oorspronkelijk afkomstig uit Saint-Just (Puy-de-Dôme), een dorpje dat enige kilometers ten zuidoosten van het dorp ligt. De kaas werd van oudsher op de markt van Ambert verhandeld.

## Verkeer en vervoer
Ambert ligt op een kruising van routes départementales  906 (op 72 km van Le Puy-en-Velay zuidwaarts, 55 km van Thiers en op 91 km van Vichy noordwaarts) en 996 (op 60 km van Issoire over de bergen van de Livradois; op 45 km van Montbrison en 75 km van Saint-Étienne door de Monts du Forez). Er is geen autosnelweg in de nabije omgeving.
Bereikbaarheid per openbaar vervoer is er in de vorm van buslijnen. Streekbusverbindingen zijn er onder andere met Vichy en Clermont-Ferrand. De uit 1886 daterende spoorlijn naar La Chaise-Dieu wordt in de zomer nog voor toeristische ritten gebruikt.

## Demografie
Onderstaande figuur toont het verloop van het inwonertal.

## Bezienswaardigheden
- St. Jean, gotische kerk uit de 15e eeuw
- Het gemeentehuis (de mairie) is gevestigd in een oud, rond gebouw. Dit was vroeger een graanpakhuis.
- In het centrum van Ambert zijn een aantal oude vakwerkhuizen, waarvan er ten minste een nog uit de 15e eeuw dateert.
- In de zomer: Toeristische ritjes met ouderwetse Renault dieseltreinen naar La Chaise-Dieu v.v.
- Papiermolen en museum Richard de Bas.
- In de omgeving van Ambert kunnen wandelaars en fietsers bergtochten maken.

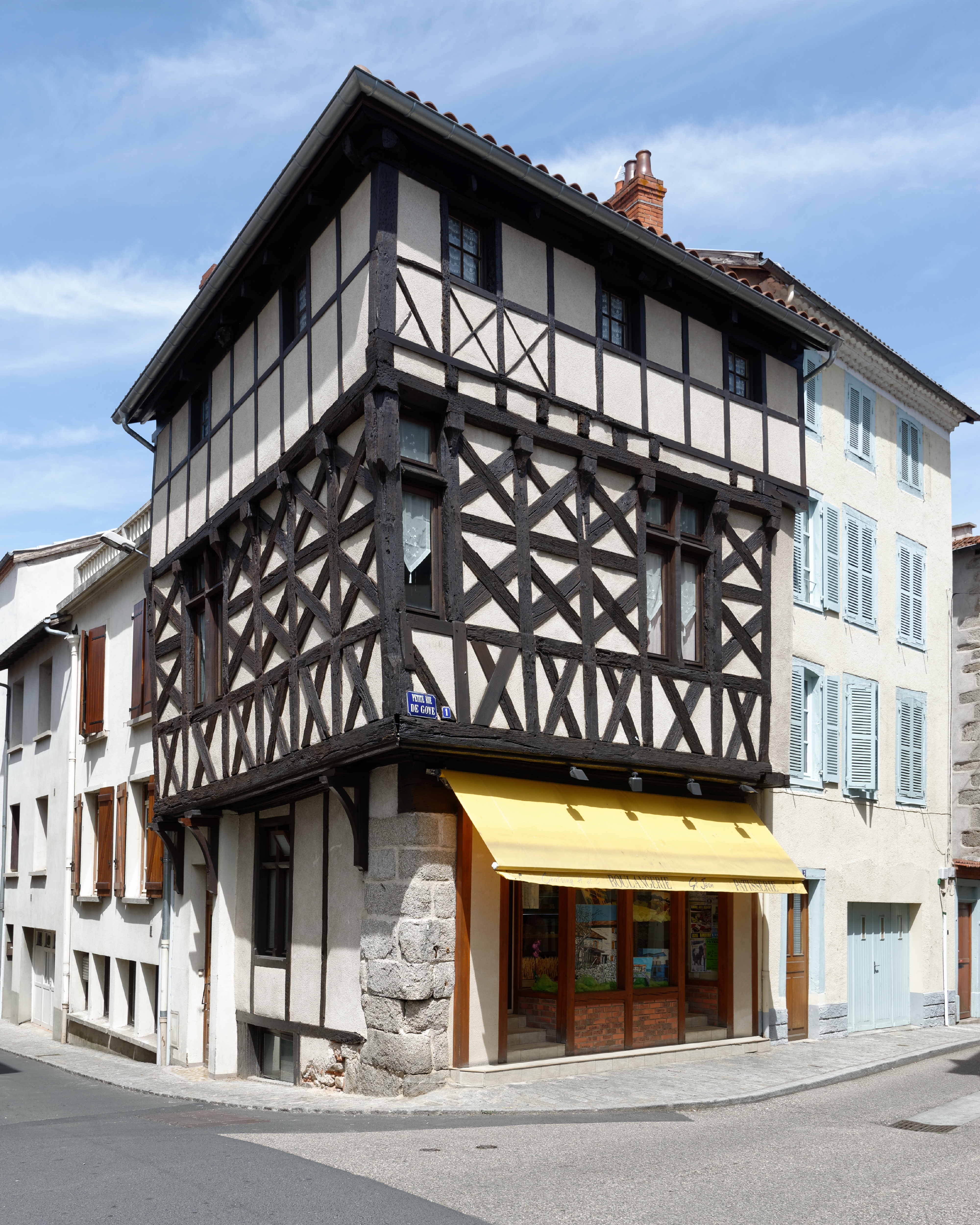
Vakwerkhuis, Place Saint-Jean
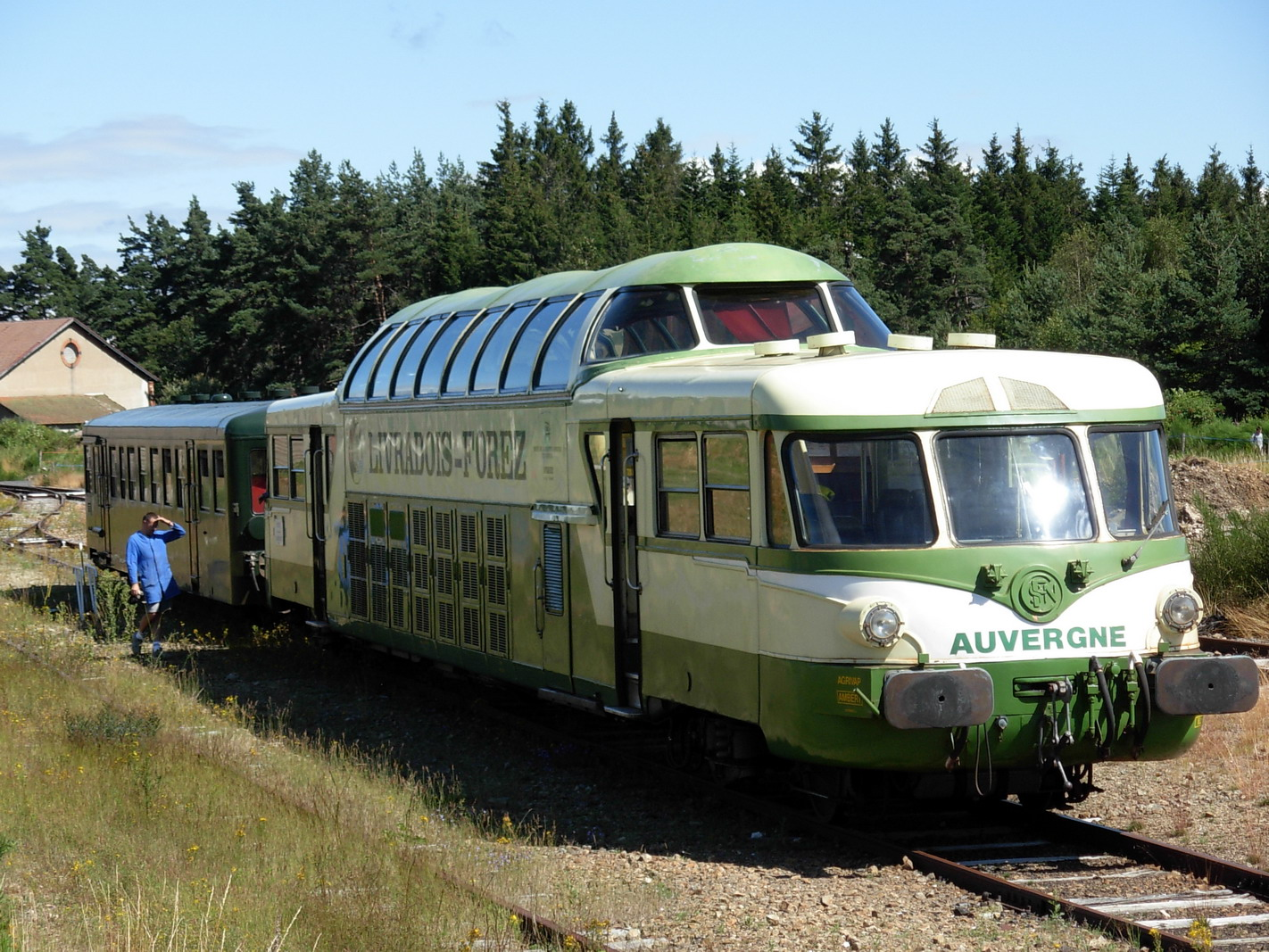
Trein naar La Chaise-Dieu

## Geboren
- Michel Rolle (1652-1719), wiskundige
- Emmanuel Chabrier (1841-1894), componist
- Henri Pourrat (1887-1959), schrijver, verzamelaar van sprookjes en sagen, etnoloog

Ambert · Arlanc · Baffie · Beurières · Champétières · La Chaulme · Chaumont-le-Bourg · Doranges · Dore-l'Église · Églisolles · La Forie · Grandrif · Job · Marsac-en-Livradois · Mayres · Medeyrolles · Novacelles · Saillant · Saint-Anthème · Saint-Alyre-d'Arlanc · Saint-Clément-de-Valorgue · Saint-Ferréol-des-Côtes · Saint-Just · Saint-Martin-des-Olmes · Saint-Romain · Saint-Sauveur-la-Sagne · Sauvessanges · Thiolières · Valcivières · Viverols